# Miniera di TauTona
La miniera di TauTona è una miniera d'oro in Sudafrica. A 3,9 chilometri di profondità, è una delle miniere più profonde del mondo. La sua produzione di 15 tonnellate di oro all'anno ne fa una delle prime in Sudafrica.

## Geografia
TauTona si trova vicino alla città di Carletonville, inoltre si trova vicino alle miniere Mponeng e Savuka, queste condividono le strutture di lavorazione.

## Storia
La miniera fu costruita dalla Anglo American, la profondità di 2 chilometri fu raggiunta nel 1957. Il nome TauTona significa "grande leone" nella lingua tswana. La miniera ha iniziato la sua l'attività nel 1962 ed è una delle miniere più efficienti del Sud Africa e rimane in funzionamento continuo anche nei periodi in cui il prezzo dell'oro è basso. Questa miniera, come d'altronde tutte le miniere è un posto pericoloso dove lavorare, con una media di cinque minatori che muoiono ogni anno per vari incidenti. La miniera è così profonda che la temperatura può salire a livelli pericolosi per la vita. L'impianto di condizionamento dell'aria viene utilizzato per raffreddare la miniera da 55 °C (131 °F) a una temperatura di 28 °C (82 °F). La temperatura della parete rocciosa raggiunge i 60 °C (140 °F).
Nel 2008, la miniera ha raggiunto i 3,9 chilometri di profondità. Ciò l'ha resa la miniera più profonda del mondo, superando la miniera East Rand di 3,5 chilometri.

## Informazioni
- La miniera ha circa 800 chilometri di gallerie e impiega circa 5.600 minatori.
- Il viaggio verso la superficie può richiedere più di un'ora.
- L'ascensore che porta i minatori verso il basso scende di 16 metri al secondo.
- La miniera è stata inclusa nel programma televisivo MegaStrutture prodotto dal National Geographic Channel.